# Карімов Абдулла Карімович
Абдулла Карімович Карімов (узб. Abdulla Karimovich Karimov; 1896, Коканд — 1940, СРСР) — узбецький радянський державний і партійний діяч, голова Ради Народних Комісарів Узбецької РСР в 1937 році. Член ЦВК СРСР. Член Центральної контрольної комісії ВКП(б) у 1927—1930 роках. Жертва сталінських репресій.  

## Біографія
Народився в Коканді. У 1918 році закінчив вчительські курси в місті Скобелєві (Коканді). У 1918—1919 роках працював вчителем у Коканді. Із 1919 року — секретар Спілки вчителів та завідувач відділу Кокандської міської ради народного господарства.
Член РКП(б) з 1920 року. 
У 1920 — 1921 роках — голова Ферганської обласної ради профспілок і голова виконавчого комітету Кокандської міської ради. Із 1922 року працював в органах міліції та ДПУ: начальник Ферганської обласної робітничо-селянської міліції, член РВР Ферганської групи військ, начальник Ферганського обласного відділу ДПУ, голова Ферганської обласної ЧК з боротьби із басмацтвом.
Із 1927 року — голова Центральної контрольної комісії ЦК КП(б) Узбекистану, заступник голови Середньоазіатської економічної ради. У 1934 — 1937 роках — заступник голови Ради народних комісарів Узбецької РСР. 
Із 26 червня по 1 жовтня 1937 року — голова Ради народних комісарів Узбецької РСР, замінив на цій посаді репресованого Файзуллу Ходжаєва. 
У жовтні 1937 року знятий з посади і заарештований органами НКВС. Розстріляний у 1940 році, місце поховання невідоме.
Посмертно реабілітований.

## Нагороди
- орден Червоного Прапора (1923)
- орден Трудового Червоного Прапора (31.05.1937)